# 申港街道 (上海市)
申港街道原是中华人民共和国上海市浦东新区下辖的一个街道。面积22平方公里。户籍人口0.86万（2008年）。
2012年9月19日成为新正式挂牌成立的南汇新城镇的一部分。

## 行政区划
2011年，申港街道下辖临港家园社区居委会、宜浩佳园第一居委会、宜浩佳园第二居委会、宜浩佳园第三居委会、东岸涟城第一居委会和东岸涟城第二居委会。